# Тавровка (река)
Тавровка — река в Воронежской области России. Левый приток реки Воронеж. Длина реки составляет 10 км, площадь водосборного бассейна 131 км².
Берёт начало в Левобережном районе города Воронежа. Впадает в Воронежское водохранилище в 12 км по левому берегу реки Воронеж близ Масловки. Ширина реки в приустьевой части около 20 м. В этом месте через реку перекинут пешеходный мост. В реке множество родников, поэтому вода очень холодная, даже самым жарким летом; зимой река не замерзает, замерзает только устье реки. В феврале можно наблюдать открытую воду, в которой видно передвижение не очень активной рыбы. Через реку перекинуто несколько автомобильных мостов.

## Данные водного реестра
По данным государственного водного реестра России относится к Донскому бассейновому округу, водохозяйственный участок реки — Воронеж города Липецк до Воронежского гидроузла, речной подбассейн реки — бассейны притоков Дона до впадения Хопра. Речной бассейн реки — Дон (российская часть бассейна).
Код объекта в государственном водном реестре — 05010100612107000003333.

## Галерея

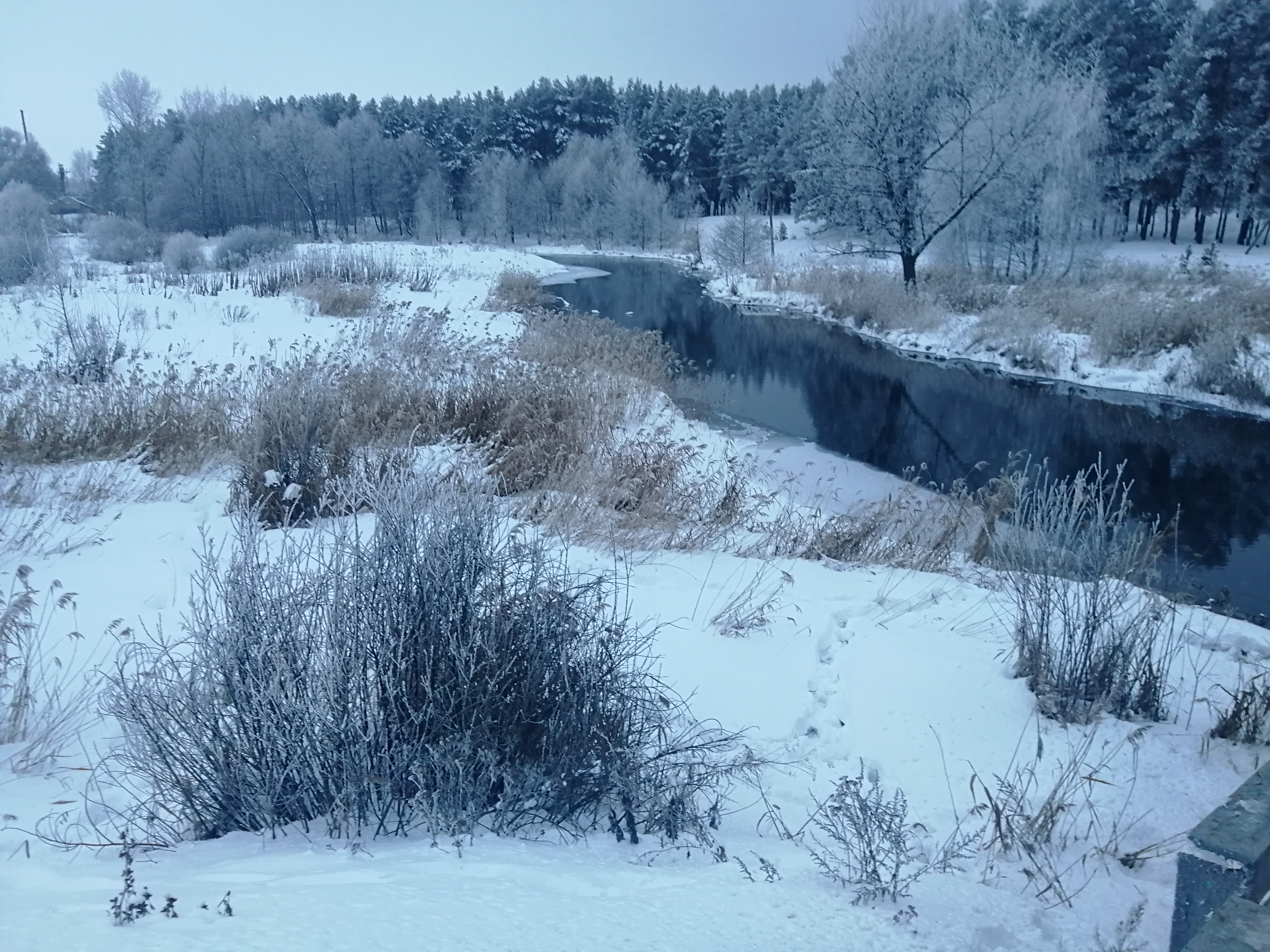
Тавровка
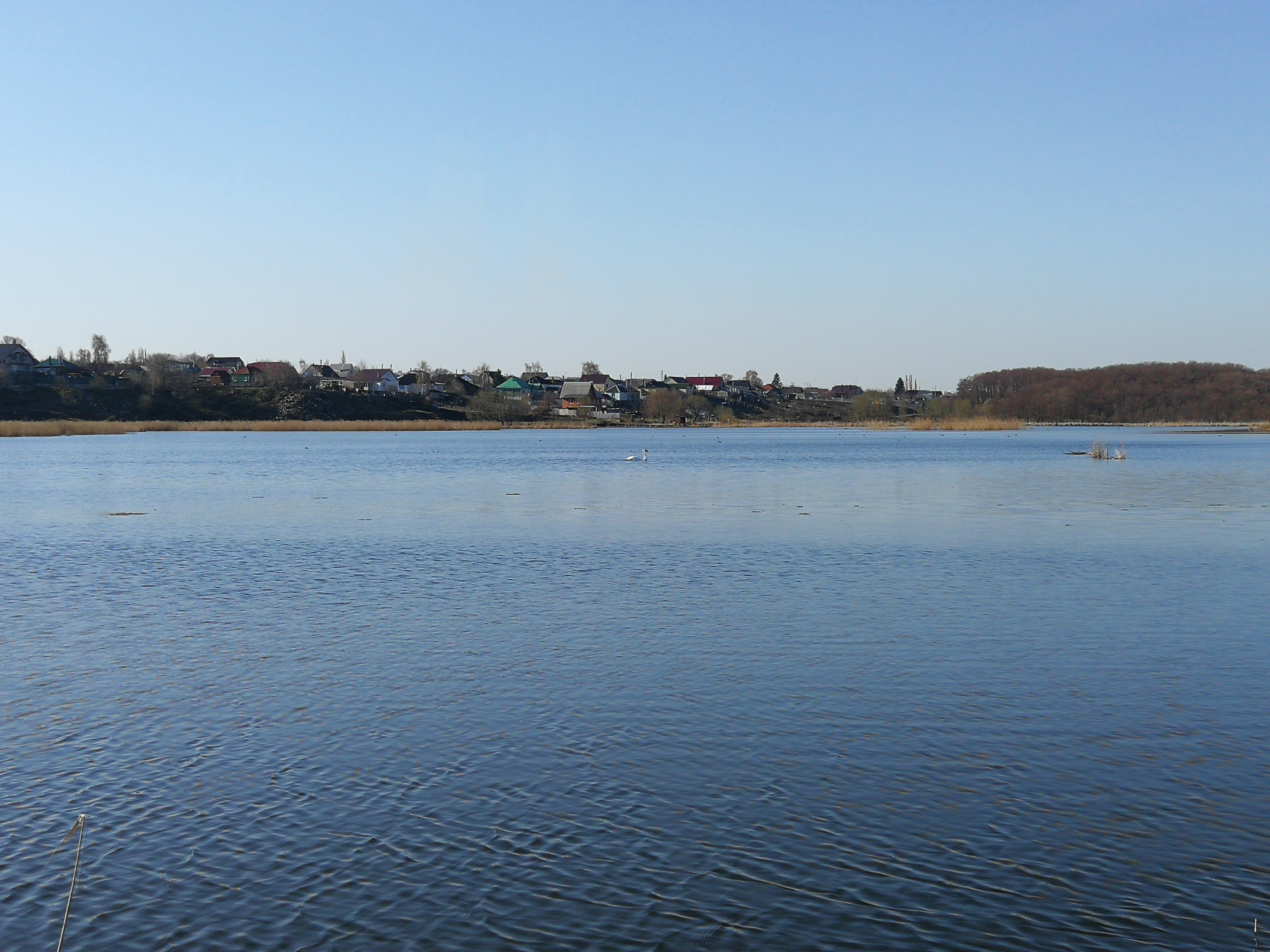
Устье реки Тавровка (Масловский затон) с водохранилища
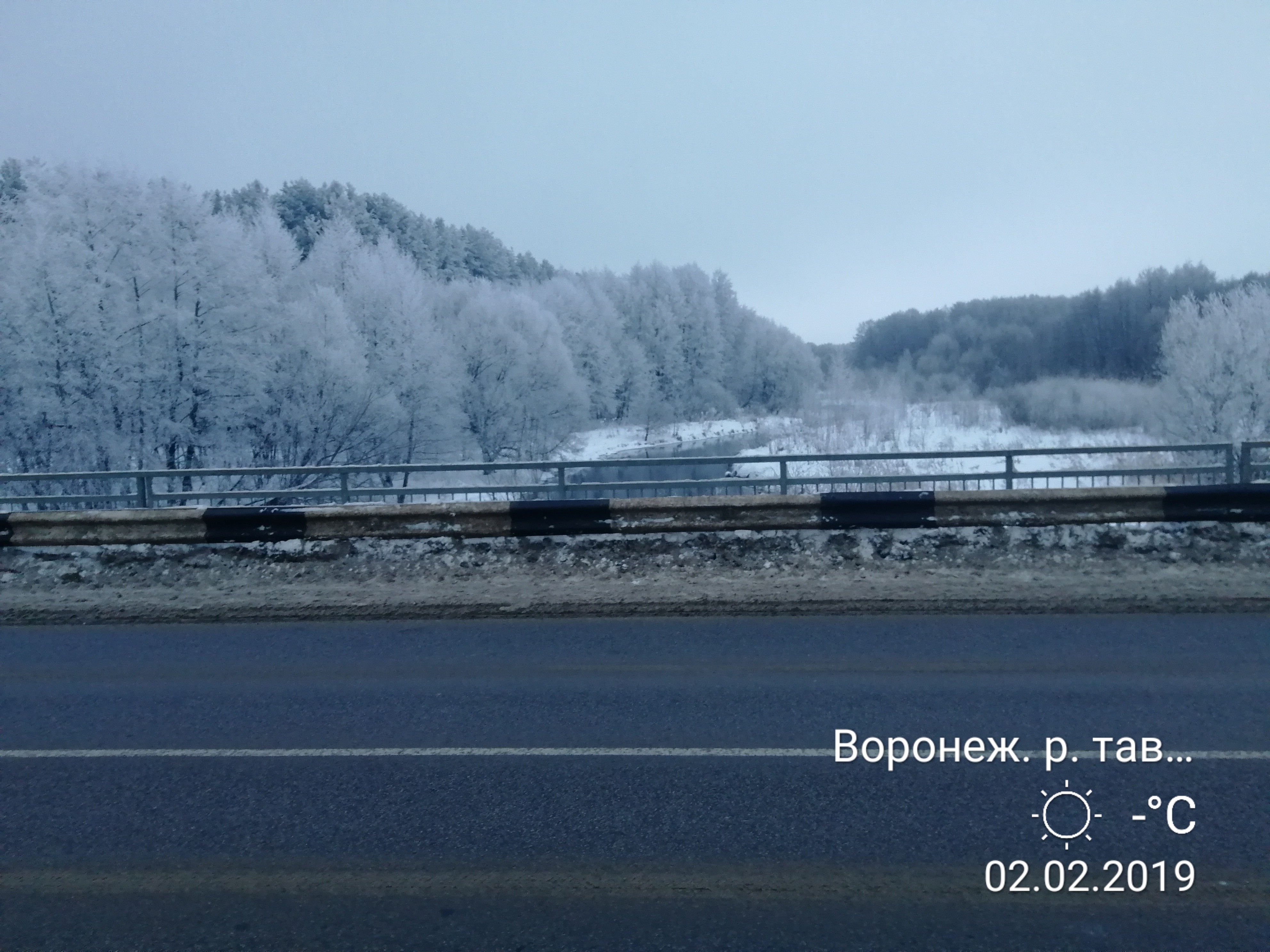
Автомобильный мост через реку
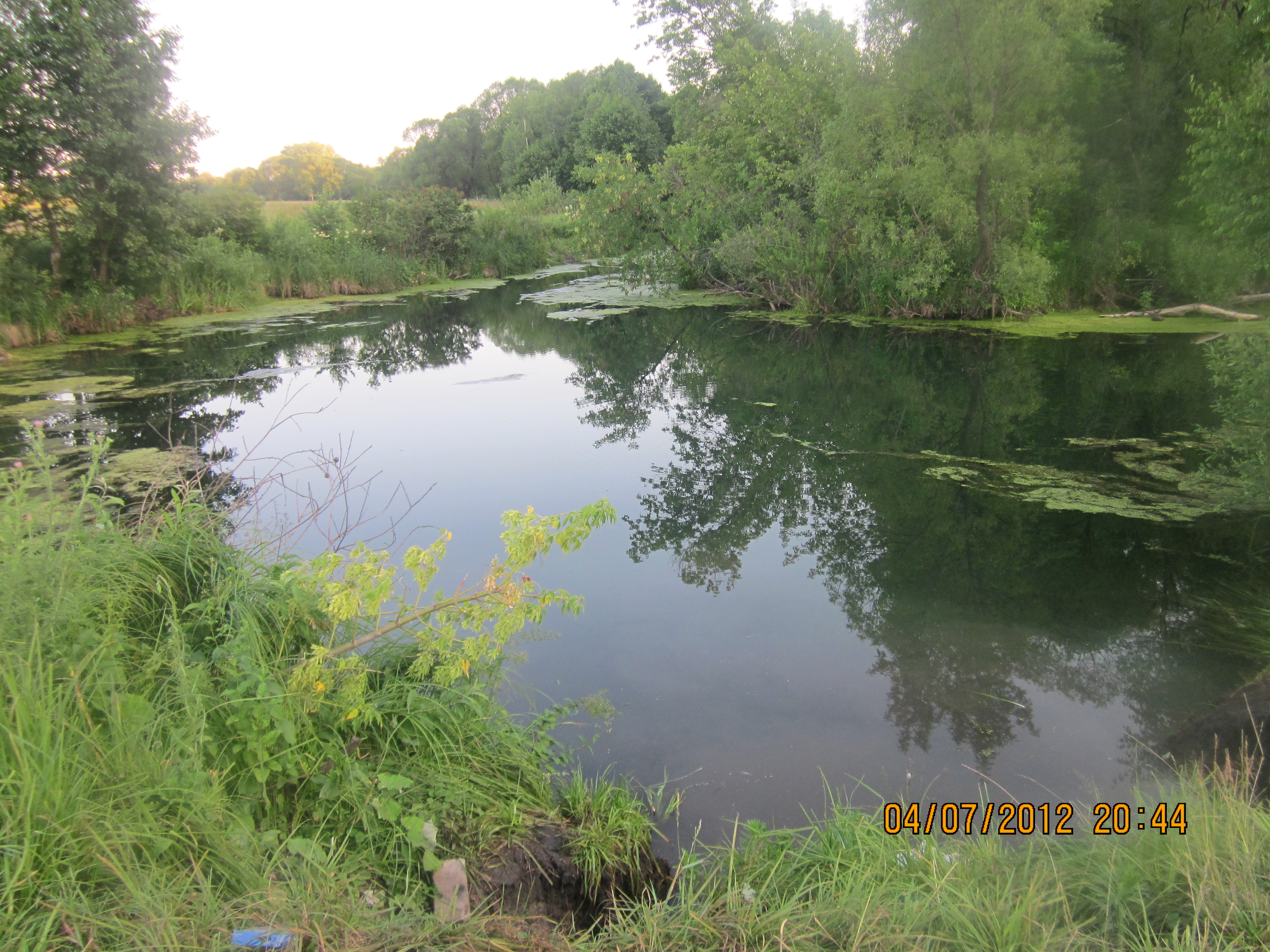
Тавровка летом